# Шипан
Ши́пан (хорв. Šipan, італ. Giuppana) — острів в південній частині Хорватії, в Адріатичному морі. Найбільший і найнаселеніший з Елафітських островів. Адміністративно належить до Дубровницько-Неретванської жупанії Хорватії. Площа острова — 16,22 км ²; довжина 9,1 км, ширина 2,6 км, довжина берегової лінії — 29,416 км, населення — 500 осіб.
Шипан знаходиться за 17 кілометрів на північний захід від Дубровника. Він відділений від берега Колочепською протокою завширшки близько півтора кілометра. На південний схід від нього лежать два інших Елафітських острова з числа великих — Лопуд та Колочеп, на північний захід острови Яклян, Оліп і ряд дрібних. У північній частині розташований вапняковий горб Велі Врх (Velji Vrh) заввишки 243 м, найвища точка острова. На острові знаходяться два села, обидва розташовані на узбережжі: Суджурадж (Suđurađ) в південній частині острова і Шипанска Лука (Šipanska Luka) — в північній. Села з'єднані автодорогою. Регулярні рейси морських суден на острів не виконуються.
Острів відомий вирощуванням оливок та своєю рибальською культурою. Рибалки жили на острові протягом сотень років і віддавали перевагу ловлі сардин та тунця.

## Цікаві факти
Острів є рекордсменом Гіннеса за кількістю оливкових дерев на квадратний метр.